# Malik Hadziavdic
Malik Hadziavdic (* 25. August 1997 in Berlin) ist ein deutscher Futsalspieler. Er spielt seit 2019 in der deutschen Futsalnationalmannschaft. In der Futsal-Bundesliga spielt er seit 2023 für den FC Liria Berlin. Zuvor lief er für den Stuttgarter Futsal Club auf.

## Karriere
Zwischen 2021 und 2022 spielte er für die Wakka Eagles Futsal. Zwischen 2022 und 2023 spielt er beim Stuttgarter Futsal Club um die deutsche Futsal-Meisterschaft. Seit 2023 spielt Hadziavdic beim FC Liria Berlin. Der Aufsteiger in die Futsal-Bundesliga holte sich zu Saisonbeginn mit Haziavdic Verstärkung. Seit 2019 spielt Malik Hadziavdic in der deutschen Futsalnationalmannschaft als Feldspieler. Für die Nationalmannschaft bestritt er 25 Spiele und erzielte 2 Tore.